# 佩柯斯·比爾
佩柯斯·比爾(Pecos Bill)為美國傳說的牛仔。在以西部拓荒時代為背景的吹牛故事中經常登場。

## 概要
傳說擁有下列特徵。
- 由郊狼所養育。
- 身高2公尺以上。
- 個性和善且力量驚人。
- 套索實力一流。
- 將響尾蛇當作鞭子使用。
- 能將龍捲風套起來。
- 把龍捲風當成野馬般騎著。
- 挖出了格蘭德河。
- 創作了牛仔的歌。
- 愛馬的名字是、寡婦製造者 (Widowmaker、由來是因為除了比爾以外的人騎乘牠的話都會被牠殺掉，只剩下遺孀而已)。
- 愛人的名字是、Slue-Foot Sue。

### 影視作品
電影
- 《神兵總動員》（Tall Tale:The Unbelievable Adventures of Pecos Bill）：1995年電影，派屈克·史威茲主演

## 外部連結
- 線上版《Handbook of Texas》中的Pecos Bill